# Neochória
Neochória är en ort i Grekland.   Den ligger i prefekturen Nomós Kardhítsas och regionen Thessalien, i den centrala delen av landet, 240 km nordväst om huvudstaden Aten. Neochória ligger 458 meter över havet och antalet invånare är 105.
Terrängen runt Neochória är bergig åt nordost, men åt sydväst är den kuperad. Neochória ligger nere i en dal.Runt Neochória är det glesbefolkat, med 12 invånare per kvadratkilometer. Närmaste större samhälle är Raptópoulon, 12,6 km sydost om Neochória. 